# Ian Micallef
Pour les articles homonymes, voir Micallef.
Ian Micallef, né le 6 septembre 1969 à Gżira (Malte), était président de la Chambre des Pouvoirs locaux du Congrès des pouvoirs locaux et régionaux du Conseil de l’Europe de mai 2006 à octobre 2010. 
Juriste de formation (il est spécialiste de droit européen), Ian Micallef est conseiller municipal de Gzira (Malte) depuis 1994 et président de l’Association des Conseils Municipaux maltaise depuis 1996.
Au niveau international, sa carrière politique débute en 1996 en tant que chef de la délégation maltaise auprès du Congrès du Conseil de l’Europe. Depuis 2000, il est en outre membre exécutif du Forum des collectivités territoriales du Commonwealth. 
Ian Micallef était également vice-président du Comité des Régions de l’Union européenne et membre du Conseil pour les élections démocratiques de la Commission de Venise du Conseil de l’Europe. En mai 2004, il est élu vice-président du Congrès du Conseil de l’Europe. Il est élu président de la Chambre des Pouvoirs locaux en mai 2006. Il a été réélu pour un mandat de deux ans, le 27 mai 2008.
Il a enfin participé à l’organisation de plusieurs conférences internationales accueillies par le Conseil de l’Europe et été chargé de rapports dans le domaine de la démocratie locale pour le Conseil de l’Europe.
Il a assuré,  de janvier 2009, à octobre 2010 l'interim de la Présidence du Congrès des pouvoirs locaux et régionaux.